# Jean-Pierre Bourguignon
Jean-Pierre Bourguignon (Lione, 21 luglio 1947) è un matematico francese.

## Biografia
Oggetto dei suoi studi è, in particolare, la geometria differenziale, soprattutto per quanto riguarda le equazioni differenziali alle derivate parziali e la fisica matematica. Si è interessato alla curvatura scalare sia nei suoi aspetti matematici sia in relazione al suo ruolo nella relatività generale.
È stato presidente di varie associazioni e istituti di ricerca: della Société mathématique de France dal 1990 al 1992, della European Mathematical Society dal 1995 al 1998 e dell'Institut des Hautes Études Scientifiques dal 1994 al 2013. Dal 1º gennaio 2014 è il presidente del Consiglio europeo della ricerca.